# Abukir

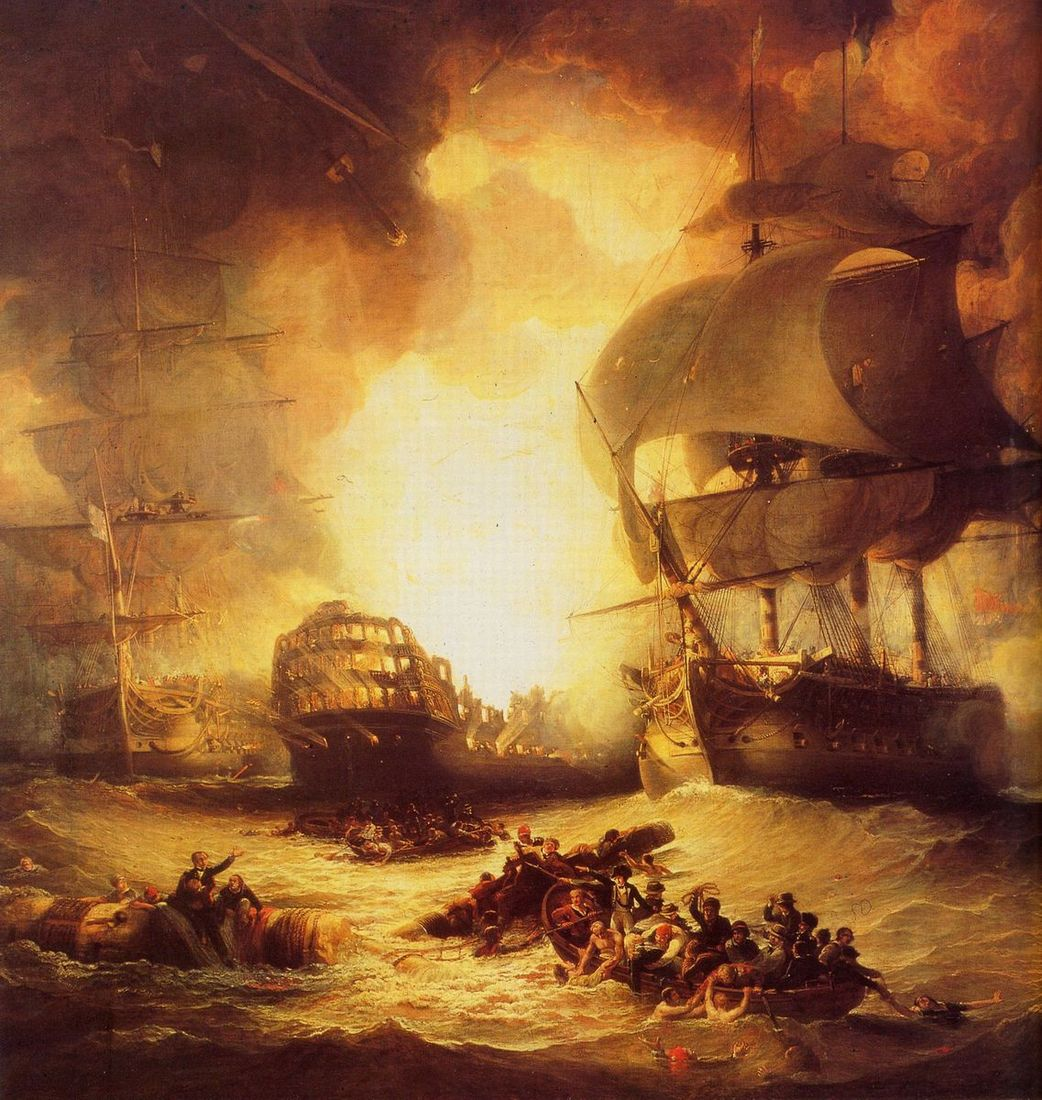
La batalla de Abukir en un cuadro de Arnald George.

Abukir, Abū Qīr (en idioma árabe أبو قير) es una ciudad situada en la costa mediterránea de Egipto, 23 kilómetros al este de Alejandría.
Cerca de la ciudad existen muchos restos de antiguos edificios egipcios, griegos y romanos. A unos tres kilómetros al sudeste de la ciudad se hallan unas ruinas donde se supone estuvo Canopo. Algo más lejos, hacia el este, se encuentra el brazo canópico del Nilo, ahora desecado, que se adentra en el Mediterráneo.
Alargándose hacia el este hasta la boca del Delta del Nilo se encuentra la espaciosa bahía de Abu Qir, donde el 1 de agosto de 1798, Horacio Nelson combatió en la batalla del Nilo, frecuentemente nombrada como la batalla de la Bahía de Aboukir. Este último título se aplica de forma más apropiada al enfrentamiento entre el ejército expedicionario francés y los turcos, ocurrido el 25 de julio de 1799, cerca de Abü Qïr. El 8 de marzo de 1801, el ejército inglés comandado por Sir Ralph Abercromby desembarcó aquí, enfrentándose a la vigorosa oposición de unas fuerzas francesas atrincheradas en la playa.
En Abukir hay un castillo que fue utilizado como prisión por Mehmet Alí de Egipto.